# На заре человечества. Неизвестная история наших предков
На заре человечества. Неизвестная история наших предков (англ. Before the Dawn) —  это научно-популярная книга британского научного журналиста Николаса Уэйда. Книга была опубликована в 2006 году компанией «Penguin Group».

## Содержание
Основываясь на исследованиях человеческого генома, книга пытается соединить воедино то, что Уэйд называет «двумя исчезнувшими периодами»: пять миллионов лет эволюции человека от развития прямохождения до появления современного человека около 50 000 лет назад и следующие 45 000 лет первобытного общества.
Уэйд утверждает, что существует явная преемственность от более ранних обезьян, живших пять миллионов лет назад, до анатомически современных людей, произошедших от них, ссылаясь на генетическое и социальное сходство между людьми и шимпанзе. Автор объясняет расхождение двух видов от общего предка изменением их экологической ниши ― предки шимпанзе остались в лесах экваториальной Африки, тогда как предки людей перебрались в саванну и подверглись здесь эволюционному давлению различных факторов. Хотя Уэйд утверждает, что большая часть эволюции человека может быть объяснена воздействием факторов окружающей среды, он также считает, что одной из основных сил, определивших направление эволюции, была природа самого человеческого общества.
После того как люди мигрировали из своей исконной среды обитания в Восточной Африке, они столкнулись с новым климатом и новыми вызовами. Таким образом, утверждает Уэйд, человеческая эволюция не закончилась с появлением людей современного типа, но продолжала определяться окружающей средой и образом жизни на каждом континенте. В то время как многие адаптации происходили параллельно в человеческих популяциях, Уэйд считает, что генетическая изоляция ― из-за географии или из-за трайбализма ― также способствовала некоторой степени независимой эволюции, приводя к генетическим и культурным различиям и давая начало различным человеческим расам и языкам.
Книга состоит из двенадцати глав, которые примерно соответствуют хронологическому порядку человеческого прошлого. Первая глава, Генетика и Бытие, даёт общий обзор тем, которые исследуются в книге. Центральная идея книги в том, что геном человека обеспечивает запись человеческого прошлого, включая то, что Уэйд называет «двумя исчезнувшими периодами» человеческой эволюции. С помощью информации из генома человека можно определить, когда люди потеряли волосы на теле и начали носить одежду, отследить их миграцию из Африки, выяснить, скрещивались ли они с неандертальцами, и даже реконструировать эволюцию языка.

## Критика
Книга получила в целом положительные отзывы. Эдвард Уилсон, известный как «отец социобиологии», заявил, что это была «лучшая книга, которую я когда-либо читал по древней истории человечества».
Джеймс Уотсон, один из первооткрывателей двойной спирали ДНК и лауреат Нобелевской премии, оценил книгу как «мастерский обзор о том, как изменения в ДНК позволили человеку эволюционировать от охотников-собирателей до человека современной эпохи».
Лайонел Тайгер из Университета Рутгерса заявил, что «Уэйд представил безупречный, бесстрашный, ответственный и увлекательный отчёт» и что эта книга «может стать золотым стандартом в этой области в течение очень долгого времени».

## Издание в России
Книга была переведена на русский язык и вышла в свет в издательстве «Альпина нон-фикшн в 2017 году. ISBN 978-5-91671-607-8.